# 고등학교

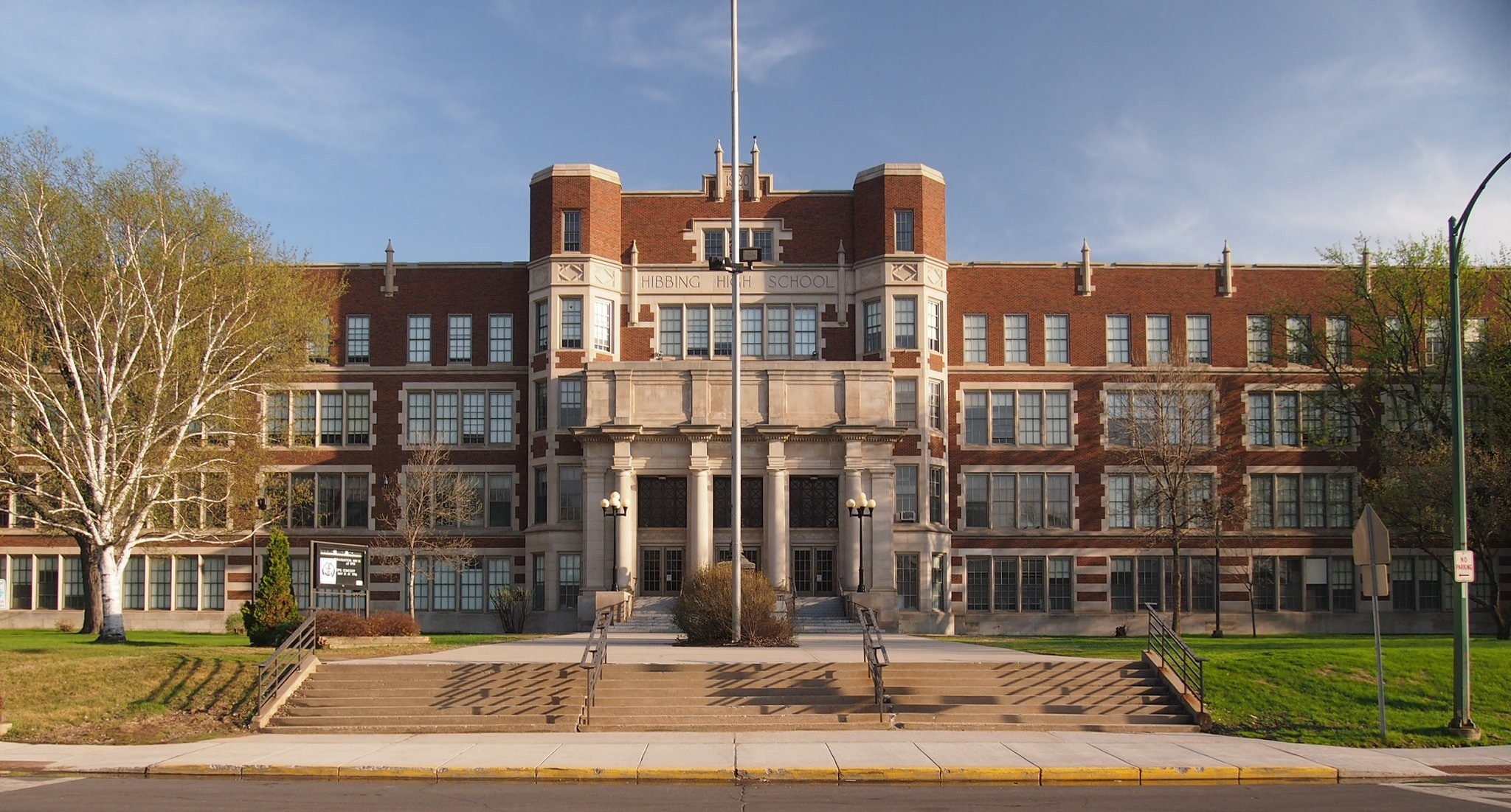
미네소타주의 히빙 고등학교

고등학교(高等學校, high school)는 중등 교육 기관으로, 중학교를 졸업한 학생들이 진학하는 학교이다. 대한민국의 고등학교는 일반계와 직업계 두 종류가 있으며, 수업 연한은 중학교와 같은 3년이다.  무상 교육이며, 중학교 졸업생의 십중팔구가 진학하고 있다. 시·도 교육청의 소속기관으로 구분되어 교육지원청의 감독을 받는 유치원, 초등학교, 중학교와는 달리 각 시·도 교육청의 직속 기관으로 구분되어 감독을 받는다.
대한민국에서는 고등학교 교육의 주요 목표로 다음의 사항을 꼽고 있다.
- 입시 위주 교육
- 내신 위주 교육
- 수능 위주 교육
- 직업 위주 교육

## 같이 보기
- 대한민국의 대학교
- 대한민국의 고등학교
- 대한민국의 중학교
- 대한민국의 초등학교
- 3차 교육
- 중등교육